# II. třída okresu Hradec Králové 2007/2008
V utkáních II. třída okresu Hradec Králové 2007/2008, jedné ze skupin 8. nejvyšší fotbalové soutěže v Česku, se utkalo 14 týmů dvoukolovým systémem podzim – jaro. Tento ročník začal v srpnu 2007 a skončil v červnu 2008.
Postup do I. B třídy Královéhradeckého kraje 2008/2009 si zajistil vítězný tým SK Třebechovice pod Orebem. Sestoupil poslední SK Starý Bydžov.

## Konečná tabulka II. třídy okresu Hradec Králové 2007/2008
| Poř. | Tým                         | Z  | V  | R | P  | VG | OG | B  |
| ---- | --------------------------- | -- | -- | - | -- | -- | -- | -- |
| 1.   | SK Třebechovice pod Orebem  | 26 | 24 | 1 | 1  | 89 | 22 | 73 |
| 2.   | FC Slavia Hradec Králové    | 26 | 15 | 5 | 6  | 59 | 27 | 50 |
| 3.   | AFK Probluz                 | 26 | 12 | 8 | 6  | 56 | 47 | 44 |
| 4.   | FC Spartak Kobylice         | 26 | 11 | 5 | 10 | 60 | 42 | 38 |
| 5.   | SK Smiřice                  | 26 | 11 | 4 | 11 | 50 | 62 | 37 |
| 6.   | SK Bystřian Kunčice „B“ (N) | 26 | 10 | 6 | 16 | 53 | 50 | 36 |
| 7.   | TJ Sokol Nepolisy           | 26 | 10 | 5 | 11 | 44 | 50 | 35 |
| 8.   | TJ Sokol Třebeš             | 26 | 11 | 2 | 13 | 40 | 47 | 35 |
| 9.   | FK Chlumec nad Cidlinou „B“ | 26 | 10 | 4 | 12 | 62 | 69 | 34 |
| 10.  | TJ Sokol Červeněves (N)     | 26 | 9  | 6 | 11 | 43 | 53 | 33 |
| 11.  | TJ Sokol Velichovky         | 26 | 10 | 3 | 13 | 40 | 56 | 33 |
| 12.  | TJ Sokol Myštěves           | 26 | 9  | 4 | 13 | 40 | 46 | 31 |
| 13.  | TJ Sokol Stěžery            | 26 | 6  | 2 | 18 | 39 | 81 | 20 |
| 14.  | SK Starý Bydžov             | 26 | 6  | 1 | 19 | 31 | 60 | 19 |

Poznámky:
- Z = Odehrané zápasy; V = Vítězství; R = Remízy; P = Prohry; VG = Vstřelené góly; OG = Obdržené góly; B = Body; (S) = Mužstvo sestoupivší z vyšší soutěže; (N) = Mužstvo postoupivší z nižší soutěže (nováček)

|  | Postup do I. B třídy Královéhradeckého kraje 2008/2009 |
|  | Sestup do III. třídy okresu Hradec Králové 2008/2009   |